# Los Llanos de Uruapan
Los Llanos de Uruapan är en ort i Mexiko.   Den ligger i kommunen Guazapares och delstaten Chihuahua, i den nordvästra delen av landet, 1 300 km nordväst om huvudstaden Mexico City. Los Llanos de Uruapan ligger 1 280 meter över havet och antalet invånare är 175.
Terrängen runt Los Llanos de Uruapan är huvudsakligen kuperad, men söderut är den bergig. Runt Los Llanos de Uruapan är det mycket glesbefolkat, med 2 invånare per kvadratkilometer. Närmaste större samhälle är Palmarejo, 10,7 km nordväst om Los Llanos de Uruapan. I omgivningarna runt Los Llanos de Uruapan växer huvudsakligen savannskog.